# ريحان الكافور
رَيحان الكَافور هو جنس من النباتات المزهرة في الفصيلة القطيفية توجد في شمال إفريقيا وجنوب وشرق أوروبا وشبه جزيرة القرم وروسيا والأناضول والقوقاز وإيران وأفغانستان وباكستان وآسيا الوسطى والتاي وغرب صبرية وسنجان في الصين ومنغوليا.  قد تكون الحولية أو شجيرات ويمكن تمييزها عن الأصناف ذات الصلة الوثيقة مثل القضقاض من خلال حوافها المسطحة التي تحتوي على أربعة فصوص والنورات ذات الهدب الغدي متعدد الخلايا ولها تشريح أوراق C 4 مميز.